# Kowalewo (województwo warmińsko-mazurskie)

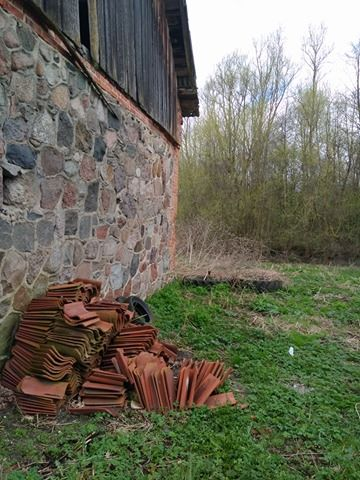
Stara stodoła i dachówki, przeznaczone na malowanie w ramach Tygodnia Bibliotek (2017)

Kowalewo (niem. Kowalewen, 1938–1945 Richtwalde) – wieś w Polsce położona w województwie warmińsko-mazurskim, w powiecie piskim, w gminie Biała Piska. W latach 1975–1998 miejscowość administracyjnie należała do województwa suwalskiego.
Dobra ziemskie nadane w Kowalewie były wymieniane w 1424 r., w dokumencie wizytacyjnym, informującym o nadaniu 60 łanów w dąbrowie (Dammeruwen) nad rzeką Wincentą, dla niejakich Jenusche (Janusza) i Petrusche (Piotra). Dobra ziemskie szybko zmieniły właścicieli. Wieś służebna lokowana na prawie chełmińskim na 30 łanach w 1428 r., przez Josta Struppergera komtura bałgijskiego i wójta natangijskiego, za wiedzą i wolą wielkiego mistrza Pawła von Rusdorfa. W czasie lokacji przy źródłach rzeki Wincenty, wieś była w posiadaniu Paszka Przyborowskiego (drobne rycerstwo, tak zwani wolni). Przywilej lokacyjny wystawiono z obowiązkiem dwóch służ zbrojnych w lekkiej zbroi (służby lekkozbrojne). Wolnizna od służby zbrojnej i płużnego wynosiła 15 lat, ale nie dotyczyła czynszu rekognicyjnego.